# Kriva Palanka
Kriva Palanka (macedonio: Крива Паланкa) es una ciudad de Macedonia del Norte, capital del municipio homónimo.
En 2002 tenía 14 558 habitantes, lo cual supone dos terceras partes de la población municipal. Su población se compone en un 94% por macedonios y en un 5% por gitanos.
Recibe su nombre del río Kriva y es una de las ciudades más nuevas del país, ya que fue fundada por el visir otomano Bayram Paşa en el siglo XVII. La mayoría de la población es cristiana ortodoxa y en las inmediaciones de la villa se halla el monasterio de Osogovo.
Se ubica sobre la carretera E871 que une Kumanovo con Bulgaria, a unos 5 km de la frontera búlgara.

## Localidades
- B's
- Bachtevo
- Borovo (Kriva Palanka)
- Dlabotchitsa
- Dobrovnitsa
- Douratchka Reka
- Drenak
- Drényé
- Gabar (Kriva Palanka)
- Golema Tsrtsoriya
- Gradets
- Kiselica
- Konopnica
- Košari
- Kostur
- Krklja
- Krstov Dol
- Lozanovo
- Luke (Kriva Palanka)
- Mala Crcorija
- Martinica (Kriva Palanka)
- Meteževo
- Moždivnjak
- Nerav
- Ogut
- Osiče
- Podrži Konj
- Stanci
- T'lminci
- Trnovo (Kriva Palanka)
- Uzem
- Varovište
- Židilovo